# 梅森罐

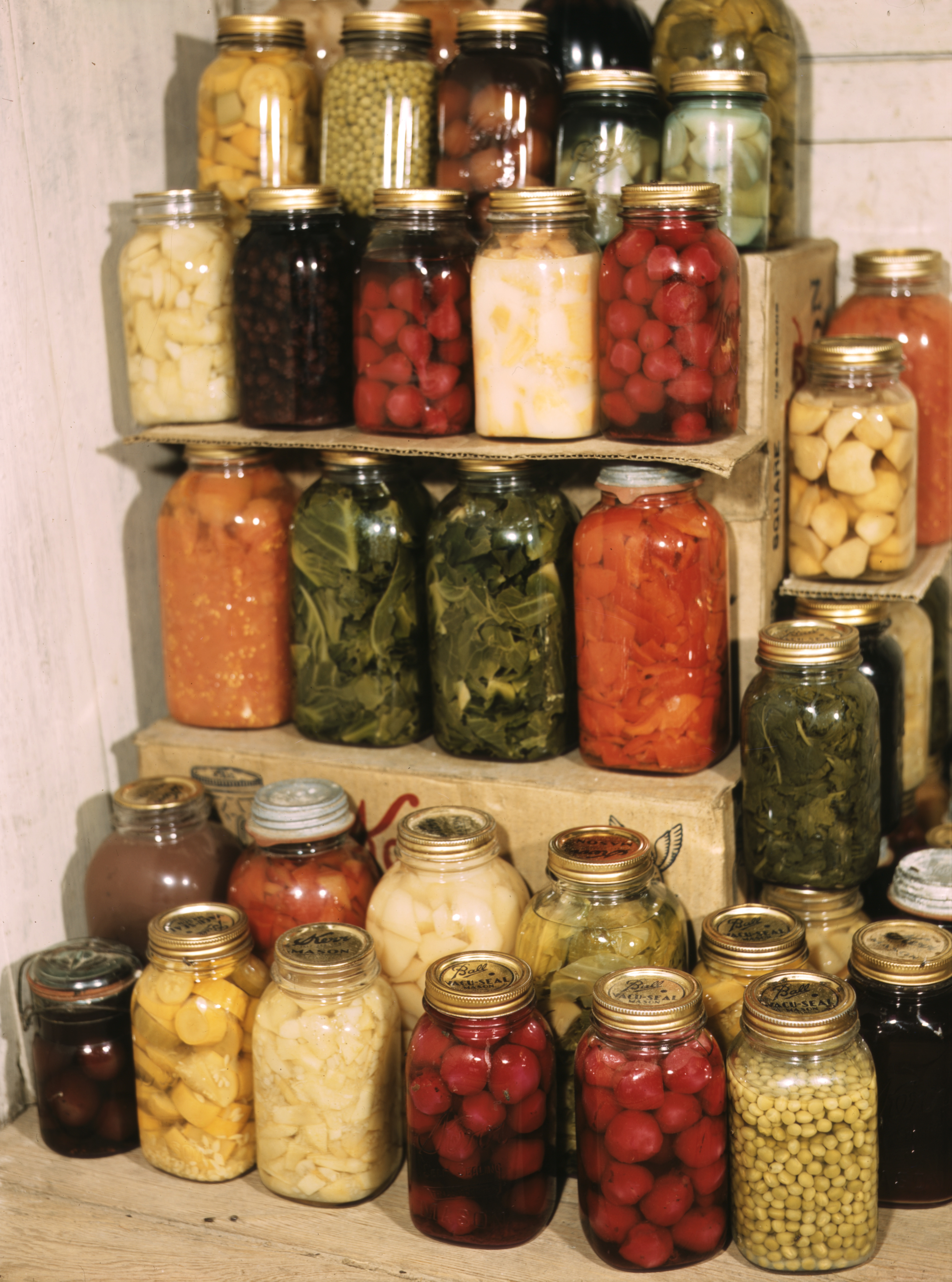
一系列裝滿醃製食品的梅森罐

梅森罐（英語：mason jar，又稱：玻璃密封罐、寬口玻璃瓶）是家庭罐頭中使用的玻璃罐保存食品。罐子的嘴在其外圍上有螺紋以接受金屬蓋。當鎖緊時，該帶將單獨沖壓金屬加工鍍錫的金屬蓋壓在罐的邊緣上。蓋子下側的整體橡膠圈形成氣密密封。雖然這些蓋子是可重複使用的，但是蓋子在罐裝時一次性使用的。大部分取代其他商品罐頭的產品和方法，如錫罐和塑料容器，玻璃瓶和金屬蓋仍然常用於家庭罐頭。
梅森罐是以發明者約翰·蘭迪斯·梅森的名字命名，他在1858年發明並獲得專利。

## 使用
在家庭罐頭中，食物被裝入梅森罐子中，在食物水平和罐子頂部之間留下一些空的“頂部空間”。將蓋子放在罐子頂部，整體橡膠密封件放在邊緣上。將罐子放於沸水或蒸汽中加熱滅菌並固定蓋子。然後把罐子冷卻至室溫。
內容物的冷卻在頂部空間中產生真空，拉動蓋子與罐邊緣緊密接觸以形成氣密密封。如果罐密封正確形成，內部真空將使蓋子緊緊地保持在罐上。目前使用的大多數金屬蓋都是略微圓頂狀的，以作為密封狀態指示器。 正確密封的梅森罐的金屬蓋會被大氣壓力壓下以形成凹形圓頂。密封不當或失效或微生物生長將導致圓頂向上彈出。